# Gustav Cassel
Karl Gustav Cassel, född den 20 oktober 1866, död den 14 januari 1945, var en svensk nationalekonom. Joseph Schumpeter har sagt att han var "den mest inflytelserike ledaren inom vår yrkeskår under 1920-talet".
Cassel var son till grosshandlaren Oskar Cassel (1830−1917) och Leontine Dahlstrand (1837−1869) och han var yngre bror till civilingenjören Gunnar Cassel, äldre bror till skriftställaren Hjalmar Cassel samt halvbror till borgmästaren Oscar Cassel. Han var sonson till ämbetsmannen Carl Gustaf Cassel (1783-1866). Han gifte sig med Johanna Björnson Möller, dotter till Niels Bjørnson Møller och Jeanette Holmlund. Han var far till sönerna Arne Cassel och Leif Cassel samt döttrarna Inga (gift med Bengt Åkerblom) och Margit, gift Wohlin (riksdagsledamot).

## Biografi
Cassel avlade mogenhetsexamen i Stockholm 1882, filosofie kandidatexamen i Uppsala 1888, samt filosofie licentiatexamen i Uppsala 1891 och erhöll slutligen filosofie doktorsgrad i matematik vid Uppsala universitet 1895. Han kom att vara professor i nationalekonomi och finansvetenskap i Stockholm 1904–1933. 
Cassel invaldes 1914 som ledamot av Kungliga Vetenskapsakademien. Han blev hedersdoktor vid universiteten i Köln (1922) och München (1923).
Nationernas Förbund uppdrog åt Cassel att skriva utlåtanden om världens penningproblem inför den internationella finanskonferensen i Bryssel 1920 och för Nationernas Förbunds finanskommitté 1921. Han inbjöds att föreläsa vid universitet världen över och att samtala med regeringschefer, riksbankschefer och finansmän. Cassel skrev omkring 1 500 artiklar i Svenska Dagbladet, framförallt ledare.

## Ekonomiska idéer

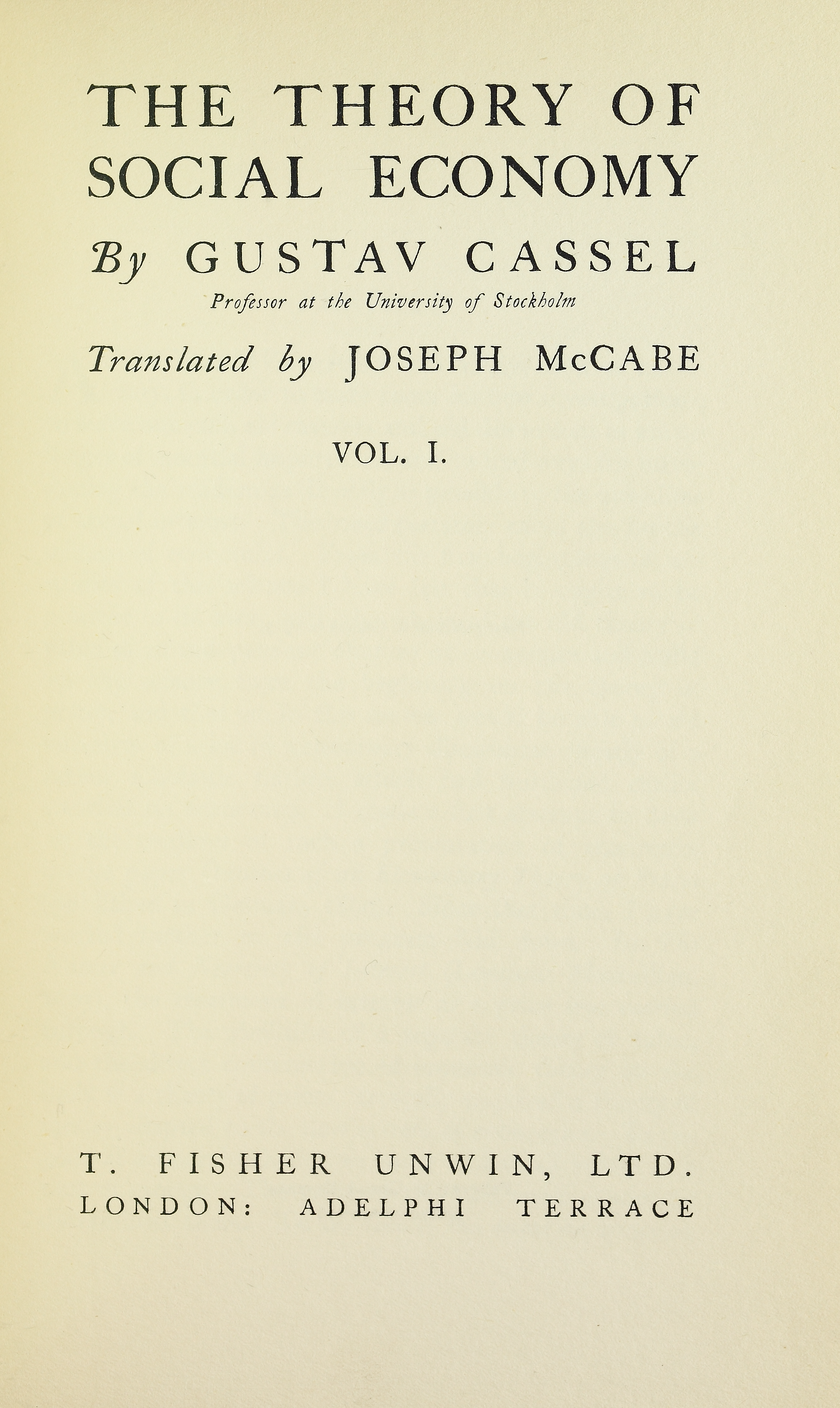
Theoretische Sozialökonomie, 1923

Cassel ansåg att en ren pappersvaluta vore teoretiskt tänkbar, ty ett lands penningenhet får sitt värde genom att begränsa mängden betalningsmedel i motsvarighet till produktion med mera, men han förordade återgång till ett internationellt guldmyntfotsystem för att övervinna oredan i världsekonomin i början av 1920-talet. Länderna borde därvid välja nya guldpariteter, ty valutornas köpkraft hade genomgripande ändrats under kriget. Att valutornas köpkraft bestämmer dess relativa värde hade han formulerat i köpkraftsparitetsteorin, presenterad 1918 (förebådad av David Ricardo).
Cassel var ledande motståndare till det stora tyska krigsskadeståndet efter första världskriget. Han visade omöjligheten att både utkräva skadestånd och begränsa inflödet av tyska exportvaror och förutspådde kommande ekonomisk och politisk kris i den tyska republiken.

## Arv
Genom sin matematiska skolning kom Cassel att förnya den nationalekonomiska vetenskapen, även om han ofta byggde vidare på andras rön. Han var en lysande pedagog, forskare, opinionsbildare och folkupplysare, men från 1930-talet kom andra nationalekonomiska teorier att dominera och Cassel kom att anses vetenskapligt gammalmodig. Han bröt dock ny mark i sin analys av ekonomisk tillväxt, som långt senare blev ett vitalt forskningsområde.
Bland Cassels lärjungar, som delvis kom att opponera sig mot honom, märks Gösta Bagge, Gunnar Myrdal och Bertil Ohlin.
Gustav Cassels grav återfinns på Ljungarums kyrkogård.